# Ivar Broman

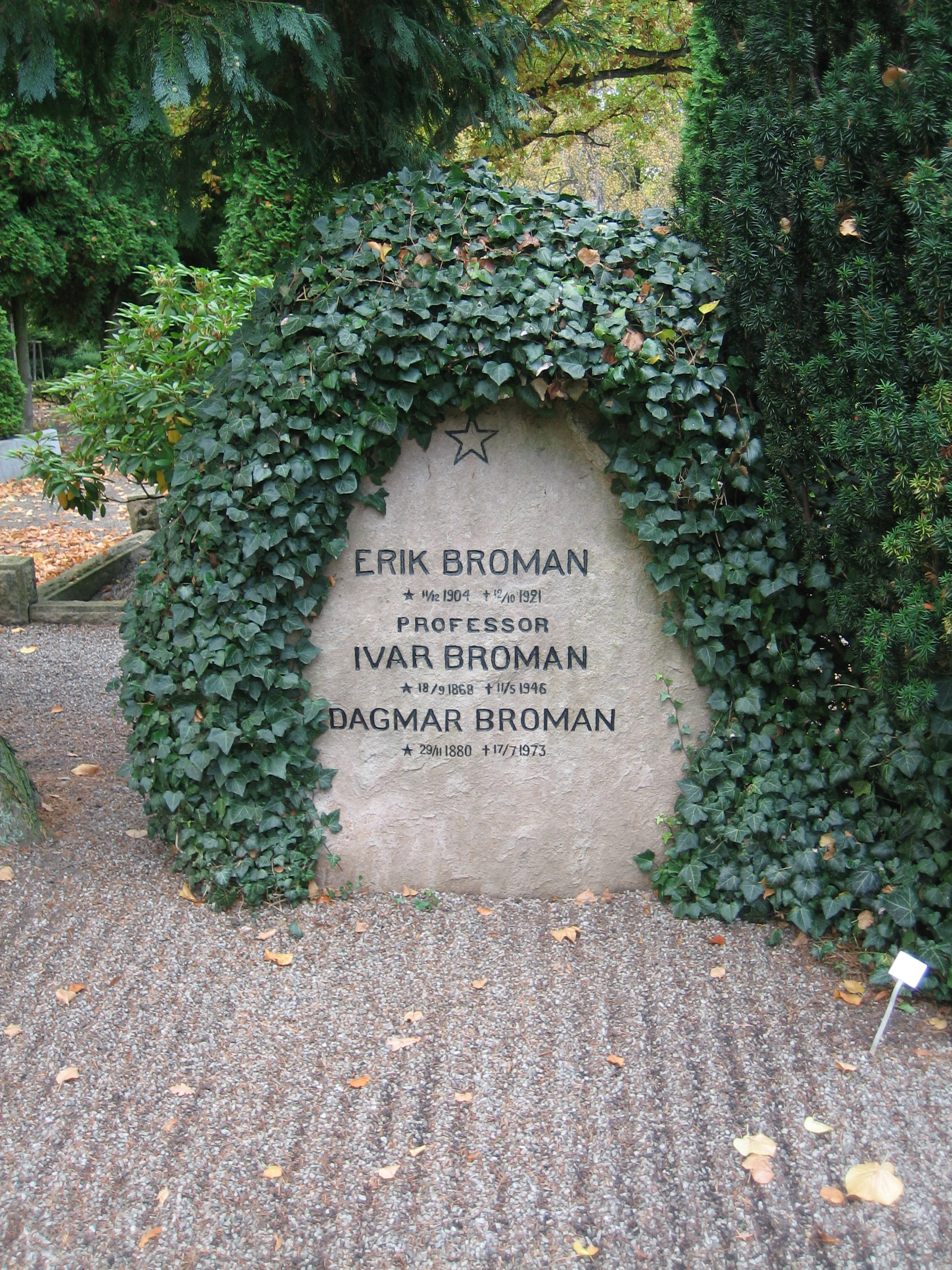
Ivar Bromans grav på Norra kyrkogården i Lund.

Ivar Broman, född 18 september 1868 i Östraby socken i Skåne, död 11 maj 1946 i Lund, var en svensk anatom, histolog och embryolog. Han var far till Sten Broman och Tore Broman samt svärfar till Gunnar Holmberg.

## Biografi
Broman var son till skräddaren Jöns Broman (1838–1921) och Boel Andersdotter (1838–1921). Hans föräldrahem var fattigt, men med hjälp av lokala välgörare och genom eget förvärvsarbete som privatlärare under skolloven gavs han ändå möjlighet till högre studier. Efter studentexamen vid Katedralskolan 1890 inskrevs han vid Lunds universitet för studier i medicin. Han blev medicine kandidat 1895 och disputerade 1899. Samma år blev han docent i anatomi och histologi. Under en tid överflyttade Broman sin verksamhet till Uppsala universitet där han 1901 blev extra ordinarie professor i anatomi. År 1905 återvände han till Lund för motsvarande tjänst där och blev 1909 ordinarie professor, en post han pensionerades från 1933. Han var ledamot av Kungliga Vetenskapsakademien, av Fysiografiska sällskapet i Lund från 1906, och blev riddare av Nordstjärneorden 1933. Han blev 1929 hedersdoktor vid Köpenhamns universitet.. Han studerade även vid universitetet i Kiel samt företog ett flertal forsknings- och studieresor i såväl Europa som Afrika.
Broman var primärt framstående inom embryologin och samlade under sina forskningsresor ihop ett rikt studiematerial inom detta fält, vilket sedermera samlades i det genom en särskild donation inrättade Tornbladinstitutet, för vilket Broman var förståndare till sin död. Han sammanställde också ett vetenskapligt värdefullt register över fosterskador och missbildningar. Som författare var Broman flitig och till hans viktigare verk hör Normale und abnorme Entwicklung des Menschen (1911). Han var även verksam som populärvetenskaplig skriftställare i pressen och i bokform. 
Broman var under sin studietid engagerad i studentlivet och uppträdde bland annat i en kvinnoroll i det av John Wigforss författade spexet Alcibiades eller Det stora helgerånet 1892. Som professor var han 1914–1929 ordförande för Medicinska Föreningen och 1920–1928 inspektor för Lunds nation. Liksom sedermera sonen Sten var den äldre Broman också mycket aktiv i det studentikosa ordenssällskapet CC där han från 1940 och till sin död 1946 var stormästare. Utanför studentlivet var Broman en av grundarna av Riksföreningen Sverige–Tyskland. Broman var inte medlem i något nazistiskt parti, men beundrade tysk vetenskap och kultur. I en rad skrifter blandas moderna vetenskapliga synsätt med aspekter av eugenik och radikal-biologiska argument. Han var medlem av Svenska sällskapet för rashygien.
Ivar Broman gifte sig 1901 med Dagmar Berlin (1880–1973). Makarna fick barnen Sten (1902–1983), Erik (1904–1921), Tore (1908–2000) och Erna Broman (1920–2015), som gifte sig med Gunnar Holmberg.
Om Broman som person har den senare kände läkaren Israel Holmgren vittnat från då han på 1890-talet lärde känna den unge Broman under dennes praktiktjänst vid Serafimerlasarettet. Holmgren skriver därom i sina memoarer: "Jag minns alldeles särskilt lilla kandidat Ivar Broman från Lund. En liten livlig, alltid skrattande man med små näpna fötter, kokett chausserade med rosettprydda skor".
Broman ligger begravd på Norra kyrkogården i Lund. Hans efterlämnade handlingar förvaras på handskriftssektionen vid Lunds universitetsbibliotek. Den privatbostad – "Rosenvillan" – Broman 1907 lät uppföra efter egna ritningar i Professorsstaden i Lund rymde fram till 2006 Slaviska institutionen vid Lunds universitet.